# Wilhelm Hasemann

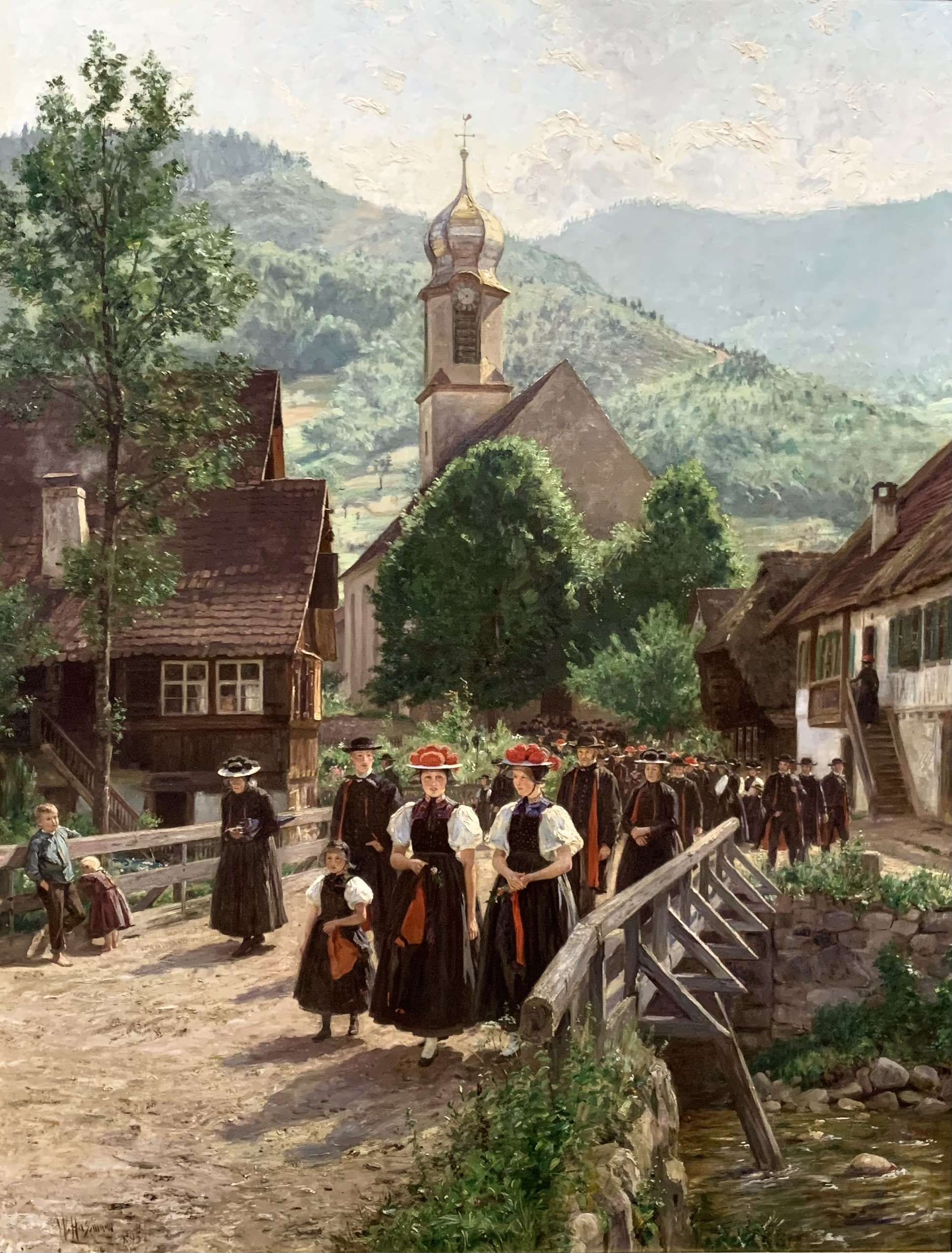
W drodze z kościoła w Gutach (1895)

Wilhelm Hasemann (ur. 16 września 1850 w Mühlberg nad Łabą, zm. 28 listopada 1913 w Gutach) – niemiecki malarz, ilustrator, fotograf i autor kartek pocztowych, którego pejzaże i sceny rodzajowe wywarły decydujący wpływ na recepcję i wzrost popularności Schwarzwaldu i jego folkloru.

## Życie i kariera
Wilhelm Hasemann, jedyny syn mechanika Wilhelma Hasemanna, od 1856 do 1864 uczęszczał do szkoły w rodzinnym miasteczku Mühlberg nad Łabą w Brandenburgii. W latach od 1865 do 1867 pracował w warsztacie ojca. Pierwszy znaczący obraz namalował w wieku lat 16 – Verunglückte Schlittenpartie. Studiował w Akademii Sztuk Pięknych w Berlinie, w szkołach malarstwa w Weimarze (Großherzoglich-Sächsische Kunstschule) i pod kierunkiem Gustava Schönlebera w Karlsruhe (Großherzoglich Badischen Kunstschule). Jego twórczość należy do prądu malarstwa pejzażowego, ukształtowanego na uczelni weimarskiej w drugiej połowie XIX w. Do Gutach w środkowym Schwarzwaldzie po raz pierwszy przyjechał w 1880, po otrzymaniu zlecenia na przygotowanie ilustracji do noweli Bertholda Auerbacha Die Frau Professorin. Na stałe osiedlił się tam w 1889, podobnie jak jego szwagier, malarz i rzeźbiarz Curt Liebich (1868–1937). Wspólnie z odwiedzającymi ich innymi artystami (m.in. Franz Gräßler, Victor Puhonny, Ludwig Des Coudres) tworzyli w Gutach swoistą kolonię malarzy.

## Twórczość artystyczna

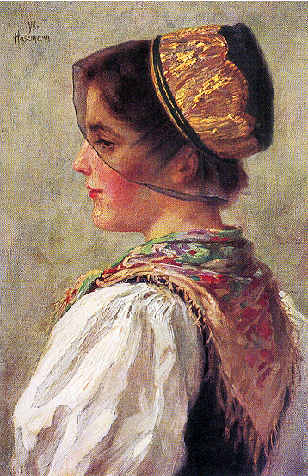
Kobieta z Mühlenbach

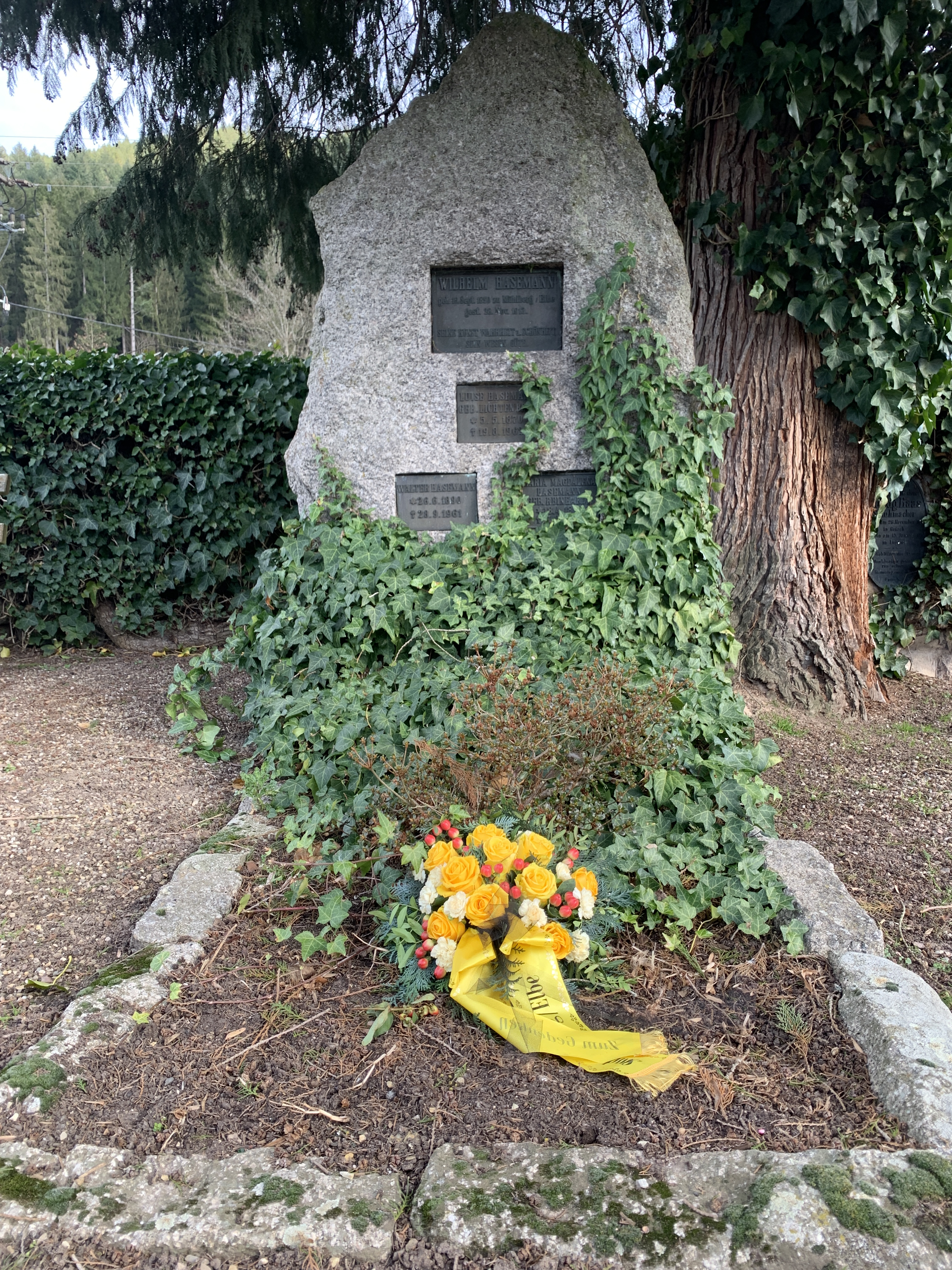
Grób Wilhelma Hasemana, jego żony i ich syna Waltera na cmentarzu w Gutach

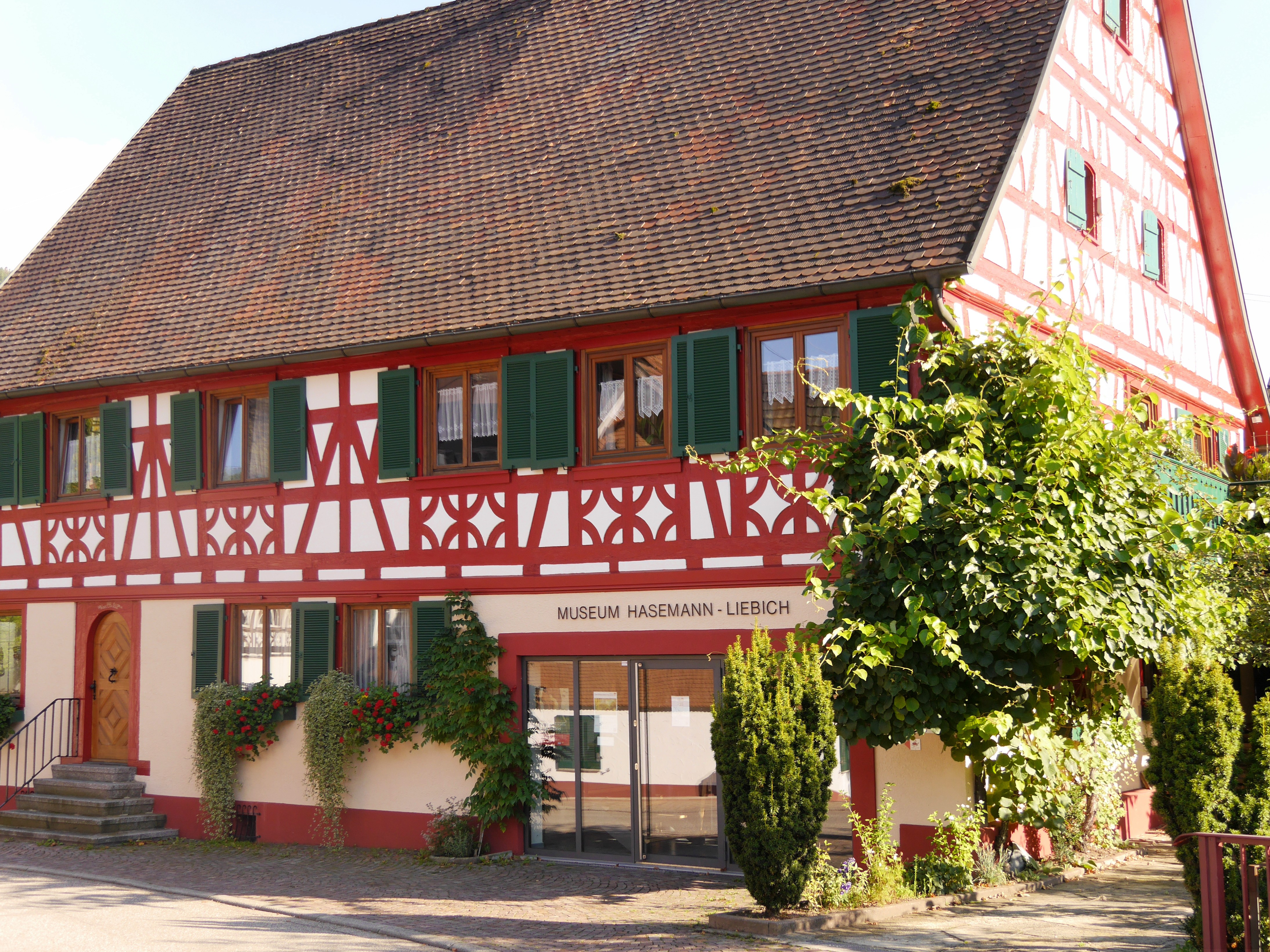
Muzeum poświęcone malarzom Haseman i Liebich w Gutach

Tematyka jego twórczości obejmuje, przedstawiane różnymi technikami, przede wszystkim sceny z życia wiejskiego. Odkrywając jako motywy malarskie regionalny strój mieszkańców z okolic Gutach i typowe szwarcwaldzkie domy (tzw. Schwarzwaldhaus lub Schwarzwaldhof), Hasemann i jego koledzy malarze przebywający w Gutach ukształtowali popularny w powszechnej recepcji obraz Schwarzwaldu. Podobnie jak pisarz Heinrich Hansjakob, autor utworów związanych ze Schwarzwaldem i Badenią, należeli oni do ruchu popularyzacji i ochrony tradycji strojów ludowych w Badenii. Ich prace były szeroko publikowane w magazynach ilustrowanych i na kartkach pocztowych. Np. na przełomie XIX i XX wieku rozpowszechniony był obraz Hasemanna Kirchgang in Gutach, przedstawiający m.in. kobiety w stroju regionalnym, którego częścią są kapelusze zwane bollenhut. To nakrycie głowy z okolic Gutach, spopularyzowane obrazami Hasemanna i pismami Hansjakoba, po okresach zmian w formie, uważane jest obecnie za jeden z symboli całego Schwarzwaldu.

## Rodzina
Wilhelm Hasemann wziął w 1889 w Gutach ślub z Luise Lichtenberg, pochodząca z jego rodzinnego Mühlberg. Curt Liebich, którego Hasemann poznał w Weimarze i który osiadł w Gutach w latach 90. XIX, był jego szwagrem. Bratankiem Hasemanna był berliński rzeźbiarz i grafik Arminius Hasemann (1888–1979). Małżonkowie Hasemann mieli dwóch synów; pierwszy z nich zmarł jako dziecko, a drugi, Walter Hasemann, pracował jako geolog w badeńskim instytucie geologicznym. We wspólnym grobie na cmentarzu przy protestanckim kościele św. Piotra w Gutach pochowani są małżonkowie Haselman, ich syn Walter (zmarły w 1960) i jego żona.

## Wyróżnienia
Hasemann został w 1889 mianowany honorowym obywatelem Gutach. W 1898 roku otrzymał od wielkiego księcia Badenii, Fryderyka I, tytuł „profesora”. Jego imieniem nazwano w Gutach szkołę podstawową i średnią oraz muzeum. Także schronisko na szczycie Farrenkopf (790 m) na szlaku Westweg między Hausach i Schonach nosi jego imię; pierwsze, nazwane Hasemanhütte, postawiono w 1899, które spłonęło w 1910 i w 1912 zbudowano to stojące do dziś. We Fryburgu Bryzgowijskim są dwie ulice Hasemannstraße, upamięiające malarza – jedna we wschodniej dzielnicy Waldsee, a druga na południu w St. Georgen.